# 女神异闻录3角色列表

《女神异闻录3》主要可操作角色（从前往后，从左至右）：女性主角、虎狼丸、男性主角（第一排）；天田乾、埃癸斯、山岸风花（第二排）；伊织顺平、桐条美鹤、岳羽由加莉（第三排）；荒垣真次郎、真田明彦（第四排）。

女神异闻录3角色列表展示于日本游戏公司Atlus 发售的角色扮演游戏系列作品《女神异闻录3》（Persona 3，简称“P3”）或相关系列作品的各个角色。

## 特別課外活動部（S.E.E.S）
主角（Protagonist）　配音員：石田彰（日本·男性）、井上麻里奈（日本·女性）、李翰林（中國·男性，P5X）/ 演員：蒼井翔太〈P3·男性〉、阿澄佳奈〈P3·女性〉
男性：遊戲：沒有預設名稱 / 漫畫版：有里湊（Minato Arisato） / 劇場版動畫、《P3D》及《P5X》：結城理（Makoto Yuki） / 舞台劇版：汐見朔也（Sakuya Shiomi）
女性：遊戲：沒有預設名稱 / 舞台劇版：汐見琴音（Kotone Shiomi）
- 秘儀：愚者 / 人格面具：俄耳甫斯→塔納托斯→彌賽亞→俄耳甫斯·改

主條目：主角 (女神异闻录3)
《女神異聞錄3》的主角，私立月光館學園高中部的二年級學生，特別課外活動部的現場指揮。
在《P3P》中，玩家可以選擇女性的主角，劇情、對話以及Commu 相對變更。女主角的性格是無口、小惡魔和毒舌。
2009年4月，因為家庭因素而轉校到巌戸台的私立月光館學園高中部。在入住學生宿舍後不久被陰影襲擊，令人格面具的能力醒覺。
人格面具的能力為「不羈」，除了能控制多個人格面具，還能在天鵝絨房間中進行人格面具合體；動畫版中，望月綾時曾經協助結城理進行人格面具合體。
岳羽由加莉（Yukari Takeba）　配音員：豐口惠（日本）、柚哈哈（中國，P5X）/ 演員：富田麻帆〈P3〉
- 秘儀：戀愛 / 人格面具：伊俄→伊西斯

私立月光館學園高中部2年級F班的學生，弓道部。
個性開朗，校中相當受歡迎，害怕幽靈等恐怖的事物。
比主角更先參加特別課外活動部，父親在10年前是桐條集團實驗室的研究員。
高中畢業後升讀大學，有時還會兼職模特兒和演員的工作。
伊織順平（Junpei Iori）　配音員：鳥海浩輔（日本）/ 演員：大河元氣〈P3〉
- 秘儀：魔術師 / 人格面具：赫耳墨斯→特里斯墨吉斯忒斯

私立月光館學園高中部2年級F班的學生，回家社。言動輕浮，為周圍帶來熱鬧氣氛。
比P3主角晚參加特別課外活動部，沒有和10年前、兩年前的兩起事故相關，單單是因為持有對影時間的適性以及人格面具操縱者被邀至特別課外活動部。
高中畢業後主要協助桐條集團處理與陰影相關的工作，有時會兼職某間學校棒球部教練的工作。
桐條美鶴（Mitsuru Kirijo）　配音員：田中理惠（日本）/ 演員：田野麻美〈P3、P4U〉
- 秘儀：女皇 / 人格面具：彭忒西勒亞→阿尔特米西亚

桐條集團的獨生女，私立月光館學園高中部的三年級學生。擔任相當多的職務，如月光館學園學生會的會長，特別課外活動部的領導等等。雖然也訓練得強大的統率力，但意外地不會表現自己。
特別課外活動部的組織人，因為自己是桐條家唯一的人格面具操縱者，又很尊敬父親，所以即使賭上性命也想要保護父親。
真田明彥（Akihiko Sanada）　配音員：綠川光（日本）、家明（中國，P5X）/ 演員：藤原祐規〈P3、P4U〉
- 秘儀：皇帝 / 人格面具：波呂丟刻斯→凱撒

私立月光館學園高中部的三年級學生。平時冷靜沉着，但到必要時相當可靠，自中學以來，就是拳擊部的主將。
三年前被美鶴邀請加入對陰影的討伐，直到主角等加入前，只在在小說版進入過自然生成迷宮。
知道兩年前事故的真相。
高中畢業後升讀大學，其後卻莫名其妙地中途退學，且一邊環遊世界一邊進行修行。
山岸風花（Fuuka Yamagishi）　配音員：能登麻美子（日本）/ 演員：田上真里奈〈P3〉
- 秘儀：女教皇 / 人格面具：露西→朱諾

私立月光館學園高中部的二年級學生，但和P3主角不同班。
在SEES裡，使用的人格面具不是戰鬥型的，在第三次滿月戰之後接替美鶴成為遠端支援。
擅長機器操作，學習能力不俗。
高中畢業後升讀海外大學。
埃癸斯（Aegis）　配音員：坂本真綾（日本）/ 演員：ZAQ〈P3〉、宫原华音〈P4U〉
- 秘儀：戰車→愚者 / 人格面具：帕拉狄翁→雅典娜→俄耳甫斯

故事中期加入SEES，故事重點人物之一，十年前由桐條研究所製作的對陰影機器「反陰影特別鎮壓武裝七式」，由於是比較遲出品，所以得以在十年前最終戰得以留存，成為最後一台機器人。
在《P3F》的後日談中，得到P3主角的「不羈」能力，能控制多個人格面具。
名字取自古希臘神話的神盾「埃癸斯」。
虎狼丸（Koromaru）　配音員：高橋伸也〈P3劇場版動畫、P3R〉（日本）
- 秘儀：力量 / 人格面具：刻耳柏洛斯

通稱，原本是神社主持飼養的小狗，忠誠心相當強。即使在主持過世之後依然守在神社。
在暑假的某一天，有一些陰影離開了迷宮，打擾了神社，風花檢測到有陰影反應，明彥出發支援，在一、兩個星期後加入SEES（其間，埃癸斯負責進行翻譯）。
天田乾（Ken Amada）　配音員：緒方惠美（日本）/ 演員：坂口湧久、鈴木知憲〈P3〉
- 秘儀：正義 / 人格面具：涅墨西斯→伽罗尼弥

私立月光館學園初等部的五年級學生，最初暫住特別課外活動部宿舍，故事中期因發現人格面具能力加入SEES。
有種不合年齡的成熟，總是想盡快長大成人。
荒垣真次郎（Shinjiro Aragaki）　配音員：中井和哉（日本）/ 演員：藤田玲〈P3〉
- 秘儀：教皇 / 人格面具：卡斯托爾

特別課外活動部部員，卻因某個原因離開SEES。但得知天田入部後，接受真田的邀請復歸。
與真田明彥自小在孤兒院一同長大，情同手足。
幾月修司（Shuji Ikutsuki）　配音員：堀秀行（日本）/ 演員：本多章一〈P3、P4U2〉→唐橋充〈P3〉
月光館學院的理事長。
10年前意外事故的相關人物。

## 史特雷加（Strega）
榊貴隆也（Takaya Sakaki）　配音員：神奈延年（日本）/ 演員：西山丈也〈P3〉
- 秘儀：命運 / 人格面具：許普諾斯

通稱「隆也」，隆也是史特雷加最自信和魅力的年輕領袖。他作為主角的襯托，領導對抗特別課外活動部和認為自己是一個虛偽的救世主。在戰鬥中，隆也採用六桿左輪手槍以打擊他的對手。
由於隆也的壽命差不多已到盡頭，所以他希望看到將世界連同他自己的壽命一起結束。雖然他有點關心陣和千鳥，但他還是會毫不猶豫使用他們作為工具。起初，他設法阻止特別課外活動部殺害十二個秘儀（Arcana）陰影，因為這樣會結束他的復仇網站的經營和他的「力量」。他試圖以自己的方式拯救世界，但在他擁抱過一次死亡後便意識到自己的真正目的。在遊戲後期，他創建了一個邪教組織，內容圍繞「降臨的Nyx會拯救世界」，並由他擔任大祭司和陣負責在網絡周圍散佈謠言。
白戸陣（Jin Shirato）　配音員：小野坂昌也（日本）/ 演員：松本祐一〈P3〉
- 秘儀：隱士 / 人格面具：摩罗斯

通稱「陣」，陣是隆也的忠實得力助手，擔任他的戰術顧問，「復仇請求」的網站管理員並偶爾出聲以防止隆也作出愚蠢的選擇。在戰鬥中他使用手榴彈和炸彈，亦是一個熟練的電腦黑客。
陣似乎非常急切地要擺脫特別課外活動部，因為他認為他們是不明白自己的力量的偽君子。不過他是理性的，必要時足以限制隆也的行動。每當隆也做出魯莽的行為，陣在那裡阻止他並且使他想起他們在那裡真正的目的。
陣相當崇拜隆也與強烈支持他的目標。他是忠於隆也為「顯示出他的黑暗」，並幫助他通過桐条集團的實驗。雖然如此，他經常無意中幫助特別課外活動部以透露重要信息。這是陣為何通知主角有關史特雷加背後的真相，他們對降臨的Nyx和幾月修司付出真正的忠誠。
在遊戲后期，特別課外活動部擊敗陣後，他用手榴彈將一大群陰影連同自己同歸於盡。
官方小說《暗影悲歌》的主角，其作者稱陣是這三人中最有生活常識的人。
吉野千鳥（Chidori Yoshino）　配音員：澤城美雪（日本）/ 演員：はねゆり〈P3〉
- 秘儀：倒懸者 / 人格面具：美狄亞

通稱「千鳥」，千鳥是史特雷加第三個成員，穿著白色哥德蘿莉塔裙，有自殘傾向和藝術能力。在戰鬥中，她使用一把紅色的鍊式手斧。她是對應風花的能力於史特雷加團隊，並使用美狄亞的生命能量輻射能力使史特雷加不被風花的人格面具發現。和隆也一樣，她顯示了不尋常的人格面具能力，如能夠醫治眾生（包括自己的傷口）和在影時間將美狄亞具現化。
千鳥和順平在港口偶然見面。最初她對順平非常討厭的，因為他一直打斷她的素描，不過由於他的友善和毅力使她最後打開自己的心防。與此同時，順平告訴她特別課外活動部的一切但是不知道她是史特雷加的成員。她相信順平是特別課外活動部的領袖。
在滿月，千鳥綁架順平，認為他有權取消特別課外活動部的使命，以殺死阿卡納陰影。當計劃失敗，她已受傷而且被軟禁在桐条家控制的醫院。美鶴和明彥嘗試詢問她，但收效甚微。
順平繼續在醫院中探訪千鳥，兩人的關係變得更加密切，他非常憂愁她割脈的習慣。然而，在假造他的死亡之後，隆也返回提醒她真正的歸屬在那裏。千鳥破壞了醫院後重新加入史特雷加。然而，當她被迫對抗順平的時候，她的忠誠開始動搖，而且當他被隆也槍殺的時候，她以她的愛為他和解。她利用她的人格面具犧牲自己的生命來拯救他。並最終使順平繼乘她的人格面具的再生能力，即被動技能「生命之泉」。她去世後順平繼承了她的素描書，其中大部分素描是關於他。
在《P3F》及以後的版本中，只要在相關選項選正確的話，能夠復活，但失去了人格面具能力，影時間中會象徵化。

## 私立月光館學園

### 教師職員
校長　配音員：戶谷公次→杉野田贯〈劇場版動畫〉→小川一樹〈Reload〉（日本）
月光館學園的校長。
每次上台他都似乎有很多话要讲，并与深受学生信任的美鹤有一层潜在的竞争意识。
鳥海浩子　配音員：小松由佳（日本）
- 秘儀：隱士

現代文教师和國語系主任，二年F班（P3主角的所屬班級）的班級主任老師。
性格比较粗心，曾讓转学生错误地坐在放假的人的座位上。她与寺内是好朋友，两人经常一起去打麻将。
她事實上其实就是網路遊戲中的Y子，在游戏内经常表达对主人公的好感。
江戶川　配音員：中尾巖雄〈廣播劇CD〉→宮坂俊藏〈Reload〉（日本）
ボサ髪に無精髭で眼鏡の地味目な保健室の先生兼保健体育のオカルト系男性教師。アルジャーノンというペットのネズミがいる。
学校でも不気味なオカルト先生として有名でそれ故にオカルト知識の授業を受け持つが、中身は「マニアックとしか説明しようの無い魔術講座」。
主人公が疲労・風邪の時に保健室に行くと、怪しい薬を貰って飲むと勇気が上がるが、疲労・風邪は快復しない（『FES』・『P3P』では断ると別の薬を貰える）。
授業は保健体育授業とは逸脱した魔術講座を行い、その辺りのマニアックさから人気を呼んでいる。夏休みの補習期間に聞けるタロットに関するイロハは一聴の価値ありらしい。
また、授業中に質問に答えられないと様々な霊的ペナルティを与えられる（言うだけ）。内容は「オーラが茶と水色のチョコミント柄に」「校長のカルマを一年分転載」「"プチ"を使うと不吉」「桶狭間で死んだ武士が守護霊に」等など。
友近は『保健の先生』が女でなく更に言えば江戸川である事について「5万歩譲って男だとしても、アレはない」「アレ、保健室サボり撲滅作戦」「アレが保健室とは認めてない」と発言している。
なお、2年後が舞台の『ペルソナ4』にもゲスト出演し、相変わらずマニアック極まりない講義を炸裂させてくれる。実はそれが真エンドへのヒント的なものでもあるというおまけ付きである。
CDドラマ「A CERTAIN DAY OF SUMMER」では、姿は見せないが保健室で「奇っ怪な薬」を作っている一幕が見られる。アイギス曰く、原材料は「ハイチ原産」らしい。
モデルは「女神異聞録ペルソナ」の黒瓜くん、サマナーの磯野刑事と同じくアトラスのライター磯貝正吾氏。授業のテキストも磯貝氏本人が書いている。
江古田　配音員：田野中勇→宮園拓夢〈Reload〉（日本）
風花の担任であり、古文担当の教師。良くも悪くも日本人的気質を体現したことなかれ主義の今風のダメ教師。
古き良き日本を好み、それ故に修学旅行を京都に決定したことから生徒たちに恨まれているらしい。
風花の両親を説得し、長期の休みの理由が行方不明のところを病欠として学校に報告したが[注 28]、その後は桐条パワー（順平談）で減棒になっている。
『P3P』にて長谷川沙織が雑誌に載った際に、その情報の真偽をろくに確かめもせず停学処分にしている。また、同コミュにおいて主人公担任の鳥海や長谷川担任の大西との関係もよくないことが分かる。

### 學生
友近健二　配音員：野島健兒→羽多野涉〈Reload〉（日本）
- 秘儀：魔术师

主角同班同学，二年F班，喜欢同校的教师绘美里。
伏見千尋　配音員：前田愛 →遠藤綾〈Reload〉（日本）
- 秘儀：正義

真ん中分けのロングヘアに眼鏡の月光館学園高等部1年生の女子生徒。男性主人公の「正義」コミュを担当している。
知的で大人っぽい印象を受けるが肝心なところでドジを踏むクセがある夢見がちな文学少女で、内向的な性格で他人との交流が苦手。少女マンガや文学作品を好み、マンガのヒロインのように内向的な自分も変わることが出来たらと思っている。ちなみに数学と犬も苦手らしい。
特に男性に苦手意識があるものの、コミュを進めると主人公に対して好意を抱くようになる。
生徒会会計は自分が休んでいる時に勝手に決められたが、美鶴からは信頼をおかれている。
2年後が舞台の『ペルソナ4』では、修学旅行で訪れたペルソナ4一行を月光館学園の生徒会長として出迎える。以前よりも凛とした美しさを纏ったその佇まいには、2年間で美しく成長を遂げており、花村陽介から「俺史上、空前のメガネ美人」と称された。なお、肝心なところでドジを踏むクセは変わらず健在である。『ペルソナ4』では劇場アニメ版と同じ前田が音声をあてている。
森山夏紀　配音員：小松由佳→種崎敦美〈劇場版動畫、Reload〉（日本）
風花のクラスメイトのガングロギャル女子。風花をいじめていたグループの一人。ガングロギャルな見た目とは違い、制服はきちんと着ている。
タルタロスに迷い込んだところを助けられて以来、風花と親友になるが父親が病気で倒れたため転校することになってしまう。だが、彼女の存在は風花にとって確かな心の支えとなる。
彼女曰く「風花は自分と同じ」であり、家庭環境に際しても同じで自分に全く興味を持ってもらえない境遇だった（このことは転校間際に風花に打ち明けている）。

## 非人之人
伊格爾（Igor）　配音員：田之中勇 / 島田敏〈P3RE〉（日本）
長鼻白髪的老人，夢與現實的世界--天鵝絨房間的主人，擁有將Persona合體的能力。
伊麗莎白（Elizabeth）　配音員：澤城美雪（日本）/ 演員：小坂梨由〈P3〉、吉川麻美〈P4U〉
- 秘儀：死神 / 人格面具：塔納托斯

在《女神異聞錄3》中登場，與伊格爾同樣是天鵝絨房間的居民，迪奧多的姐姐。
迪奧多　配音員：諏訪部順一（日本）/ 演員：汐崎アイル〈P3〉
在《P3P》中登場，與伊格爾同樣是天鵝絨房間的居民，伊麗莎白的弟弟。
法洛斯（Pharos）　配音員：石田彰（日本）/ 演員：植田圭輔〈P3〉
外表為身穿囚衣的小孩，經常在影時間裡出現在P3主角身邊。真正身份是死之宣告者DEATH。
十年前埃癸斯和不完全召喚的DEATH決戰，碰巧遇上當時年幼的P3主角，處於劣勢的埃癸斯，逼不得已將DEATH封印在P3主角的體內。
當P3主角打倒所有滿月大型陰影，十二塊碎片集合起來，法洛斯就變成望月綾時，宣告「死亡」來臨。
望月綾時（Ryoji Mochizuki）　配音員：石田彰（日本）/ 演員：植田圭輔〈P3〉
於2009年11月9日轉學來到P3主角班上的神秘男生，實際上是作為陰影的母體，死之宣告者DEATH。
2009年12月31日，重要選擇：「殺死綾時，忘掉和影時間相關的記憶」是Bad End，全人類將會在2010年1月31日滅亡；「不殺死綾時、保留記憶」是Good End，SEES將會和死之宣告者進行戰鬥。
墨提斯（Metis）　配音員：齋藤千和（日本）
- 秘儀：教皇 / 人格面具：賽姬

《P3F》後日談登場人物，起初自稱為埃癸斯的妹妹。以斧頭作為通常武器，意外地擁有「水」和「風」兩種魔法攻擊手段，同時也有物理攻擊手段。
實際上是埃癸斯分裂出來的「另一個自我」。

## 其他人物
黑澤（Kurosawa）　配音員：田中大文（日本）
桐叶购物中心警署的巡警。不具备影時間的適應性的普通人
由於沒有與陰影戰鬥的力量，而透過自身的人脈關係向特別課外活動部出售武器與裝備。
到P3F为止的作品里，晚上会因为出去巡逻而不在，从P3P开始夜晚也会在警署出售武器装备。
桐条武治（Takeharu Kirijo）　配音員：戶谷公次、增谷康紀〈劇場版動畫〉（日本）
美鶴的父親，桐条集團現任家主，為了讓獨女離開家族裡的不為人知的事，他‥‥‥
桐条英惠　配音員：伊藤美紀（日本·廣播劇CD版）
美鶴的母親。性格聰明溫柔，身體有些虛弱，在遠方的療養地靜養著，但丈夫去世後突然回來
岳羽詠一朗（Eiichiro Takeba）　配音員：濱野雅嗣（日本）
由加莉的父親，十年前意外前是桐条集團硏究所的硏究員，硏究所事故身亡。
桐条鴻悅
美鶴的祖父，已歿，桐条集團前任家主。
桐条グループ前総裁。故人。詳細は不明だが晩年は虚無感に苛まれ、「時を司る神器」を生み出すことに没頭し、そのためにシャドウの研究を行っていた。
中盤彼がシャドウを研究して暴走事故の果てに影時間が生まれたことが判明した。つまり、本来影時間に存在するはずのシャドウを現実世界に引き出す何かが存在したことになるが、詳細は不明。ペルソナ2にて、シャドウとよく似た「穢れ」なるものを抽出する装置が存在していたので、同様の技術が南条経由でもたらされた可能性はある。
高寺一郎　配音員：遊佐浩二（日本·廣播劇CD版）
桐谷グループの経営側代表者。武治の死亡により緊急に選ばれた若きエリート。
神木秋成　配音員：神谷浩史〈廣播劇CD〉→野島裕史〈Reload〉（日本）
- 秘儀：太陽

「太陽」コミュ担当。灰色のミディアムボブの髪と黒と灰色の縞柄の服が特徴の不治の難病で余命がわずかな少年。
長鳴神社の傍にあるベンチに佇み、神社で遊んでいる舞子とは顔見知り。主人公は彼女を通じて彼と知り合う。その後は主人公との交流で、生き物は死んだ後に生きた意味が分かるというテーマが込められた『ピンクのワニ』の絵本を書き上げる。なお、「太陽」コミュの最後では彼の幽霊と合うことになる。
『ペルソナ4』では菜々子のコミュで『ピンクのワニ』の本が読まれている。
大橋舞子　配音員：折笠富美子→河野日和〈Reload〉（日本）
- 秘儀：倒懸者

「刑死者」コミュ担当。赤いランドセルを背負ったデコだし二つお団子ヘアが特徴で、明るく活発な性格である小学二年生の少女。
塾帰りに公園で遊んでおり、主人公からドリンク剤をプレゼントされると交流が始まる事になる。好きなものはモロナミンGとオクトパシーのたこ焼き。
両親は娘の教育方針で大きく揉めてしまい仲が悪く離婚寸前らしく、その胸の内を主人公に告白している。それが原因で情緒不安定にもなっていた。後に家事が苦手だからと言う理由で母親について行き引っ越す。
主人公に好意があり、将来結婚してくれるよう言ったりビーズの指輪をあげたりしている。そんな彼女の夢は早く大人になって主人公のお嫁さんになること。
また、『ペルソナ倶楽部P3』と『P3Pファンブック』では小学4年生となっている。
北村文吉、北村光子　配音員：矢田耕司、織田芙実〈廣播劇CD〉→龍田直樹、高木早苗〈Reload〉（日本）
- 秘儀：教皇

「法王」コミュ担当。古本屋の「本の虫」の店主。店にはマニアも驚くお宝漫画があるらしい。陽気で人懐こいが少々ボケ気味の文吉爺ちゃんと優しいしっかり者の光子婆ちゃんの老夫婦。
数年前に月光館学園の教師を勤めていた息子を交通事故で亡くしており、主人公を孫のように可愛がっている。
P3Pにて、姓は「北村」である事と今年で80歳になることが明らかになる。
田中社長　配音員：島田敏（日本）
- 秘儀：惡魔

「悪魔」コミュ担当。少し癖のあるショートヘアに太目のアホ毛の前髪に胡散臭そうな顔と雰囲気をした大手通販会社「時価ネットたなか」社長。オネエ言葉で話す他、独特の経営理念の持ち主[注 31]でユーモラスな部分もある。
社長故に魅力を上げないとコミュが起こらず、主人公をタレントとして売り出そうとし勧誘している。また、鳥海先生を馬鹿にし喧嘩したことがある。最後は身寄りのない子供の支援のために寄付をすることを決意していたが、改心したとかインチキ商法をやめたとかそういったことは一切無く、変わらず悪徳商法による経営をし続ける清々しさすらある人物。
かつては苦学生であり、新聞奨学生からハングリー精神と負けん気の強さで現在の地位まで登りつめた経緯をもつ苦労人。ちなみに、身なりこそ普段は丁寧だが、自宅では毛玉付きのスウェットを着たりと気を抜いているらしい。
FES・P3Pや映画『Persona3 The MOVIE』にも登場し、2年後となる『ペルソナ4』でも「時価ネットたなか」は健在。『ペルソナ4・ダンシング・オールナイト』ではアイテムの中に「たなか社長のマスク」がある。P5の「闇ネットたなか」や老けていないたなか社長似のサングラスをかけた男が出てくるが、たなか社長もしくは社長の関係なのかは明確に書かれてはいない。